# Centro Artístico, Literario y Científico de Granada
El Centro Artístico, Literario y Científico de Granada (CALC) es una entidad española sin ánimo de lucro, fundada en 1885. En la actualidad sigue desarrollando su actividad cultural y en defensa de los monumentos y espíritu granadino.

## Historia

### Fundación

#### Primera etapa
La sesión inaugural del Centro Artístico, Literario y Científico de Granada tuvo lugar el 12 de abril de 1885. La primera Junta Directiva estuvo presidida por don Vicente Arteaga y por Manuel Gómez-Moreno González de Vicepresidente.
El Centro Artístico quedó instalado en el n.º 20 de Plaza Nueva, comenzando de inmediato a dar fe de vida con sus clases de modelo vivo y con una sala de lectura, en la que abundaban revistas extranjeras y nacionales, además de una exposición permanente de pinturas. Después, se inauguró la enseñanza de música, organizándose también excursiones de investigación y arte a los alrededores de Granada y a los pueblos de su provincia, empezándose a publicar el Boletín de la Sociedad.
Se cuentan hasta seis, las exposiciones permanentes organizados por el Centro Artístico. Concurrían a estos certámenes del mérito, con óleos, Gómez Moreno, Larrocha, José María Rodríguez-Acosta, Ruiz Morales, Vico, Valle y Pozo, Baena Rubio, y una representación de la juventud artística, entre los que se contaban Rafael Latorre, Isidoro Marín, Medina, Millán, Pozo y Ruiz Morales.

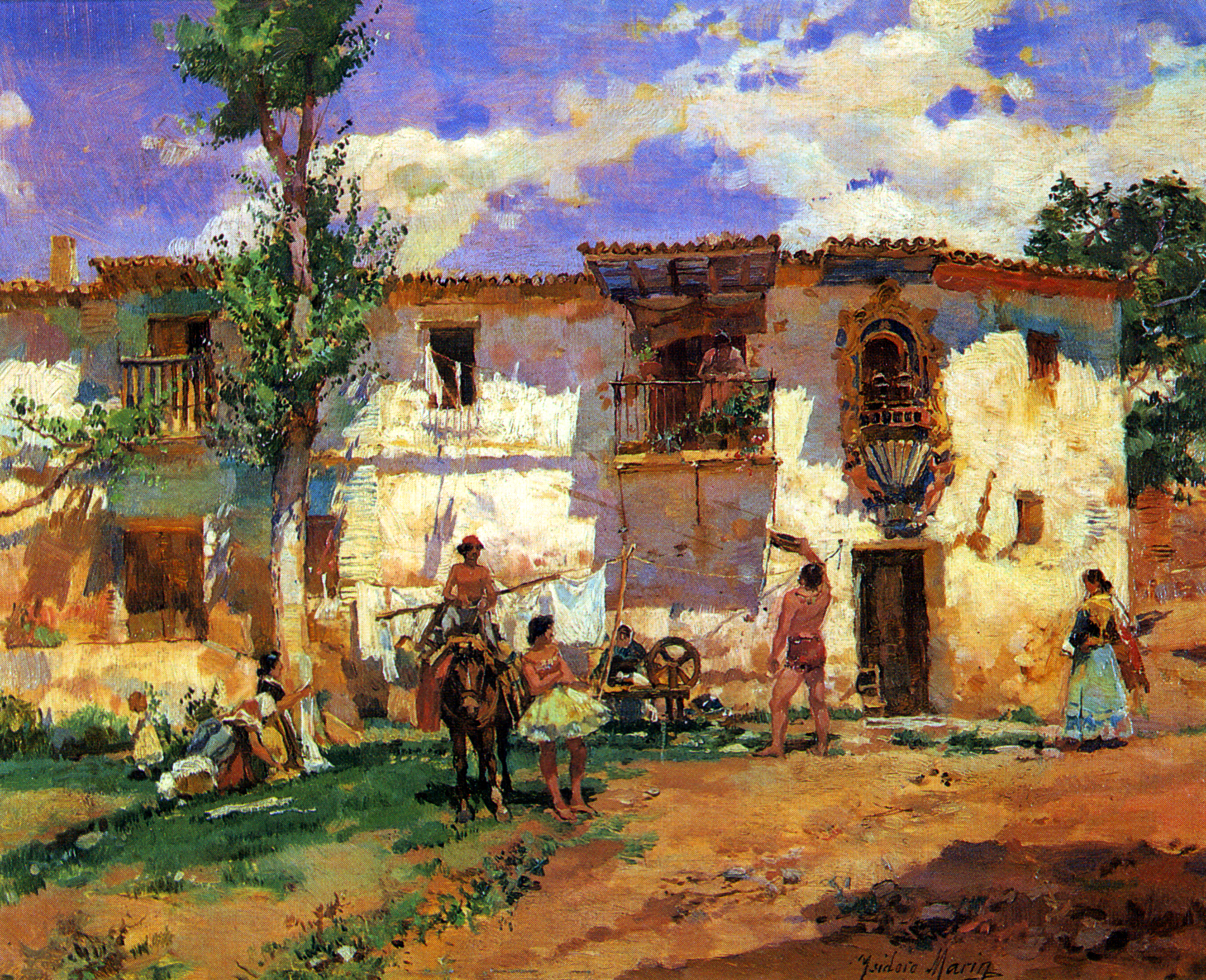
Titiriteros en la plaza del Conde, por Isidoro Marín Gares (Granada, 1863-1926) - El Albayzin, Inspiración de Pintores, Granada, AA. VV. Bajo Albayzin, 2001 almacenado en Biblioteca Provincial de Granada. Disponible bajo la licencia Dominio público

El periodo de brillante apogeo del Centro Artístico, fue de 1889 a 90, en que ocupó la presidencia el ilustre orientalista Leopoldo Eguílaz y Yanguas. Distinguiéndose este periodo, por sus series de conferencias de literatura y de arte y por sus conciertos.
Revistieron entonces importancia excepcional sus sesiones de música clásica, con artistas tan notables como el violoncelista Tejada, el violinista Fernández Bordas, el pianista Emilio Vidal, el violinista Carlos Romero y otros ejecutantes excelentes, como los Guervós y Peña.
Además de la casa de los Juzgados, el Centro Artístico tuvo sucesivamente su domicilio social en el segundo piso del Casino; en la plaza del Carmen donde, con motivo de las fiestas del Corpus de 1893, se celebraron los conciertos burlescos a estilo de los oídos en Alemania, dirigidos por el crítico y musicólogo Cecilio de Roda López, que fue director del Real Conservatorio Superior de Música de Madrid.
Muerto Valentín Barrecheguren, alma mater del Centro Artístico, hombre tenaz y de grandes iniciativas, la entidad empezó a enfermar por la falta de armonía y entusiasmo de los socios y expiró a la postre dejando cubiertas, no sin esfuerzos, todas sus atenciones, lo que motivó que el Centro Artístico clausurara su primera etapa durante el mes de agosto de 1898. La junta directiva del Centro, “con motivo de su clausura temporal”, ofreció un banquete de despedida en la Alhambra, al cual asistieron Manuel Gómez-Moreno González, Agustín Caro Riaño, Modesto Cendoya, Matías Méndez Vellido, Nicolás María López, José Ruiz de Almodóvar, Diego Marín, José Moreno, Isidoro Marín, Luis Fernández de Córdoba, Manuel Gómez Moreno Martínez, Rafael Latorre, Juan López. Fernández Cabezas, Sebastián Loustau y el dueño del Hotel, D. Emilio Ortiz, quien obsequió a sus consocios con varias botellas de Champagne, haciéndose la última excursión artística como recuerdo del último acto social de la primera etapa del Centro Artístico, Literario y Científico de Granada.

#### Segunda etapa
El 27 de enero de 1908 un grupo de literatos y artistas, entre los que figuraban antiguos socios del Centro como Francisco de Paula Valladar, Ruiz de Almodóvar o Nicolás María López, junto con las nuevas generaciones representadas por: Valentín Álvarez de Cienfuegos, Constantino Ruiz Carnero, Eugenio Gómez Mir, Ángel Barrios y Luis Derqui, se reunían en el Ayuntamiento para refundar el Centro Artístico, Literario y Científico de Granada, acto que tuvo lugar oficialmente, el 15 de marzo de 1908, presidido por Francisco de Paula Valladar.
Constituido este segundo Centro Artístico, se procedió a alquilar una pequeña casa en el número 7 de la Calle Ángel, hoy desaparecida. Sin embargo, a los pocos meses, el Centro Artístico ya contaba con una importante nómina de socios por lo que la Junta Directiva acordó trasladarse a la céntrica Calle del Campillo Alto N.º 27, esquina con Cuadro de San Antonio. No obstante, dos años después, el Centro Artístico se traslada al n.º 48 de la calle Reyes Católicos, para a continuación trasladarse al n.º 17 de la Carrera del Darro, hasta trasladarse finalmente al edificio Suizo en Puerta Real, esquina con Mesones, donde permaneció durante 17 años.
En 1936 el Centro se plantea una nueva sede social y piensa en el edificio de la Madraza, que había sido del Ayuntamiento hasta 1852. Sin embargo la Guerra Civil provocó la lógica paralización de las actividades del Centro.
Construido 1952 el edificio del Teatro Isabel La Católica, el Centro Artístico alquiló los pisos sótano, plata baja, 1.º y 2.º. La adaptación y decoración del nuevo local le costó al Centro Artístico la nada desdeñable cifra 1.250.000 ptas.

### La cabalgata de reyes magos
La primera Cabalgata de Reyes Magos de Granada fue organizada por el Centro Artístico, el 5 de enero de 1912, partiendo de su sede social de Campillo Alto que resultó todo un espectáculo multicolor, con carros tirados por bueyes y cubiertos con un gran paño alpujarreño bordado con el escudo del Centro Artístico, bajo el que se ocultaba un cargamento de juguetes.
Si bien no consta el nombre de las personas que hicieron de Reyes Magos aquel primer año, entre los documentos hallados en la buhardilla del Centro Artístico en 1986, destaca una enorme viñeta-borrador de Antonio López Sancho sobre el orden que debería observarse en la cabalgata de Reyes de 1918, en la que Federico García Lorca figura como paje beduino, tirando de uno de los camellos.

### Los derechos del niño
Hay que reconocer que en temas de infancia, el Centro Artístico demostró una sensibilidad especial, adelantándose en más de 70 años a la ONU en cuanto a la Defensa de los Derechos del niño. En 1921 El Centro Artístico creó la sección para LA DEFENSA Y DIVULGACION DE LOS DERECHOS DEL NIÑO, cercana ideológicamente a la Institución Libre, aunque sin desdeñar ideas de renovación pedagógica, como las aplicadas por don Andrés Manjón. Esta sección que funcionaba con cierta autonomía, desarrolló una actividad realmente efectiva y comprometida: Becas, libros, colonias escolares, campos de Recreo, Ropero, así como en “Educación maternal”.

### Las fiestas del Corpus de Granada
La primera caseta de la Feria de Corpus, fue instalada por el Centro Artístico en 1912, ubicada a la entrada del Salón y decorada al más puro estilo granadino. Ocupó una extensión de 80 m², distribuidos en planta baja y un piso superior, al que se accedía por una artística escalera. La derrama que pagaron los socios fue de 10 pesetas.
El papel que el Centro Artístico ha jugado en cuanto al enaltecimiento y mejora de las fiestas del Corpus es incuestionable.
Gracias a la iniciativa del Centro Artístico, Las tradicionales Carocas regresaron, después del largo paréntesis de la dictadura de Primo de Rivera.
En la nómina de los mejores cartelistas del Corpus, figuran pintores tan vinculados al Centro Artístico como: Jorge Apperley, Paulino Ventura, Francisco Vergara, Estela, Francisco Belda, Maldonado, Isidoro Marín y José Carazo (ganador éste de 15 primeros premios en los concursos de carteles del Corpus).

### Las fiestas de carnaval
Famosos era los bailes de Carnaval organizados por el Centro Artístico, unas veces en sus locales del Suizo y otras en el Teatro Cervantes, durante los primeros días de febrero, celebraba bailes dotados de gran brillo y colorido, en los que los caballeros debían acudir en traje de etiqueta y las señoras con mantilla o traje típico granadino, de lo que se deduce que no eran bailes de máscaras sino fiestas donde relucía la burguesía granadina y la clase intelectual.

### Las artes plásticas
No obstante, ha sido en el terreno de las Artes plásticas, donde el Centro Artístico ha sido cuna de artistas de renombre internacional. Fue en 1894 cuando en sus salas expusieron José María Rodríguez-Acosta y José María López Mezquita, el primero con valiosos dibujos a pluma y el segundo con dos marinas y una cabeza de estudio. En 1895 los dos pintores vuelven a exponer juntos, pero esta vez compartiendo espacio con sus maestros, Cecilio Plá y José Larrocha.
Si hacemos caso a Marino Antequera, existe lo que se ha dado en llamar La Generación del Segundo Centro Artístico. En el Centro Artístico expusieron por primeras vez Gabriel Morcillo y Eugenio Gómez Mir. En la sede de Reyes Católicos celebrarían sus primeras exposiciones: Ismael González de la Serna, Antonio López Sancho, Almoguera, Manuel Ángeles Ortiz, Ramón y José Carazo, el escultor Juan Cristóbal González o Francisco Soria Aedo en los años 20, con retratos y cuadros de depuradísima técnica.
Asiduo del Centro Artístico fue el pintor alemán Paul Sollman, que residió en Granada durante la Primera Guerra Mundial; también el pintor y excelente acuarelista inglés George Owen Wynne Apperley, que quedó de por vida vinculado a Granada y al Centro Artístico, cada año donaba un cuadro para subasta para la fiesta de Reyes Magos, costumbre que luego fue continuada por su viuda. Igualmente pasaron por las salas del Centro otros pintores foráneos como el uruguayo Octavio Pino, el chileno Alfredo Lobos y, en sus esporádicas visitas a la ciudad, los pintores: Antonio Muñoz Degrain, Joaquín Sorolla, Ramón Casas, Regoyo y Santiago Rusiñol.
Más de 700 exposiciones han pasado por las salas del Centro Artístico, como aquella memorable del Corpus de 1914, que constituyó un gran acontecimiento a nivel nacional, pues ni en Granada ni en el resto de España se habían podido contemplar reunidos a: Cecilio Plá, Rodríguez-Acosta, Romero de Torres, Rusiñol, López-Mezquita, Gonzalo Bilbao, Néstor Fernández de la Torre, Eugenio Hermoso, Moreno Carbonero, Ricardo Baroja, Claría, Mariano Benlliure...
O la exposición de Industrias artísticas hispano-marroquíes de 1935, para la que se adecuó el Corral del Carbón.
Ya más cercanas en el tiempo son las exposiciones de: Juan Vida, Tapies, Saura, Guerrero, Miguel Rodríguez-Acosta, Hernández Quero, Ripollés, Suso Mena, Xaberio, Manolo Gil, Antonio Gámez, Alejandro Gorafe, Agustín Ruiz de Almodóvar, Miguel Ruiz del Castillo, Hipólito Llanes o Enrique Villar Yebra.

### La poesía
Tan importante movimiento artístico, tuvo su contrapartida en un no menos importante movimiento poético, que excedió, no solo los límites del Centro Artístico, sino los de Granada, y que tuvo su momento dorado durante los años 20, para decaer tras la muerte de Lorca, renaciendo luego, con especial fuerza, en la llamada “Generación de los 50". Fue a iniciativa de Miguel Ruiz del Castillo, máximo dinamizador de las empresas poéticas del Centro Artístico, que comenzó a celebrar la llamada «Fiesta de la poesía», para festejar la llegada de la primavera y como manifestación de apoyo a los poetas granadinos y a la difusión de su poesía. Hermosas fueron aquellas veladas de 1960, a las que muchos granadinos se convirtieron en asiduos y en las que se pudieron escuchar las voces líricas de: Mary Begoña Calvo, Esperanza Clavera, Julio Alfredo Egea, Ladrón de Guevara, Gutiérrez Padial, Antonio Pérez Alameda, Trina Mercader, Enrique Morón, Elena Martín Vivaldi, que sirvieron para forjar y consolidar nuevos nombres que luego han continuado, con mayor o menor intensidad. Y si hablamos de poesía, no puedo dejar de mencionar a Juan de Loxa, vocal de Bella Artes y Literatura en el año 1984.

### La música
En cuanto a la música esta se constituyó en uno de los ejes fundamentales del Centro Artístico: homenajes a Beethoven, a Schubert... los célebres conciertos del trío Iberia, dirigido por Ángel Barrios, luego convertido en cuarteto, los conciertos de Iturbi, Andrés Segovia, Franz Degen, Regino Sainz de la Maza, Alicia de Larrocha, Rosa Sabater, José Falgarola, la Orquesta Sinfónica de Madrid, dirigida por Ernesto Halfter y por Ataulfo Argenta, Luis Cobos… En fin, un largo etcétera imposible de reseñar.
La coyuntura de la I Guerra Mundial, permitió que Granada se beneficiara de la presencia de Arthur Rubinstein y Paul Loyonet, a los que el Centro Artístico ayudó a desarrollar sus actividades concertísticas, recibiendo en compensación, el poder disfrutar de varios recitales en su local social que ambos músicos frecuentaban.
Al frente de la Sección de Música estuvieron entre otros: Alberto Álvarez de Cienfuegos, Ángel Barrios, Luis Muller, José Alonso Gómez o Eduardo Alcalde Cuadros, instrumentista, compositor y archivero del Ayuntamiento, que reunió un impresionante archivo de partituras musicales, catalogadas y etiquetadas de incalculable valor.
No podemos pasar por alto, el importantísimo papel jugado por el Centro Artístico en la organización de los Festivales de Música del Palacio de Carlos V, de la que se hizo cargo a petición del Ayuntamiento que en 1919 pasaba por una grave crisis tanto política como económica. A partir de esa fecha, el Centro Artístico logró resucitarlos, en un momento en el que amenazaban convertirse en un prosaico negocio, ajeno a cualquier espíritu cultural o estético, mejorando no solo el nivel de los intérpretes (Miguel Fleta, María Llacer, Damiani…) sino la iluminación y los decorados.
En el ámbito flamenco, el Centro Artístico y Literario tuvo una importancia relevante al programar a lo largo de su historia decenas de actividades y programas de carácter jondo. El investigador y flamencólogo granadino Antonio Conde González-Carrascosa tiene recogidas y documentadas todas las actuaciones que a lo largo de su historia se han realizado en las diferentes sedes del Centro Artístico siendo una de las primeras la del guitarrista Manuel Jofré el 22 de noviembre de 1908 donde interpretó aires andaluces y la actuación de La Argentinita el 10 de noviembre de 1917, según datos de este investigador. 

### El Festival Internacional de Música y Danza de Granada
Los Festivales de Música del Palacio de Carlos V fueron el honroso precedente de los actuales Festivales de Música y Danza, creados en 1952 y en cuyas primeras ediciones también intervino el Centro Artístico por delegación del director general de Bellas Artes, Antonio Gallego Burín.

### El Concurso de Cante Jondo de Granadade 1922
Hito importante del Centro Artístico fue el auspicio del Concurso de Cante Jondo de Granada, celebrado durante los días 13 y 14 del mes de junio de 1922, cuyo prolegómeno lo constituyó la conferencia pronunciada por Federico García Lorca bajo el título El cante jondo (primitivo canto flamenco) el 19 de febrero de 1922 en el local social de la institución. Fue apoyado por el guitarrista Manuel Jofré. El éxito fue tal, que al día siguiente hubo de repetirla en el teatrito del Hotel Alhambra Palace, sumándose a la misma el guitarrista Andrés Segovia.
El I Concurso del Cante Jondo se celebró en la Plaza de los Aljibes y tuvo como invitado de honor al pintor Zuloaga, que aportó un premio extraordinario de 1.000 pesetas para el mejor “cantaor”. Manuel Ángeles Ortiz diseñó el cartel y la presentación corrió a cargo de Ramón Gómez de la Serna. Entre los asistentes se encontraban personalidades como Santiago Rusiñol, Fernando de los Ríos, Manuel de Falla, García Lorca, Edgar Neville, Joaquín Turina, Óscar Esplá o Ángel Barrios.
El Premio de Honor quedó desierto y el Primer Premio de cante lo ganó Diego Bermúdez “El Tío Tenazas”. Otro premio de 1.000 pesetas fue para un niño de once años, natural de Sevilla de nombre Manolo, pero conocido como “El Caracol”.

### Las conferencias
Por los salones del Centro han pasado más de 1000 conferenciantes: Fernando de los Ríos, José Santacruz, Isidro de las Cajigas, Martín Domínguez Berrueta, Pablo Azcárate, Ortega y Gasset, Eugenio D’Ors, Margarita Nelken, Eduardo Marquina, Dámaso Alonso, Caro Baroja, Cela, Antonia Rodrigo, Antonio Muñoz Molina, Rafael Guillén, Fernando de Villena, Francisco Gil Craviotto, Antonio Enrique, Antonio Carvajal, José Lupiañez...

### Fernando de los Ríos
Fernando de los Ríos fue una de las figuras de más prestigio del Centro Artístico; Catedrático de Derecho de la Universidad, Diputado a Cortes por Granada y finalmente ministro de Instrucción Pública durante la II República, fue también primero Vicepresidente del Centro Artístico en 1914 y Presidente en 1916. Cuenta en sus memorias que, hallándose en su despacho del Centro Artístico, quedó de repente gratamente sorprendido al escuchar interpretar al piano con gran perfección y sensibilidad, una Sonata de Beethoven; cuando quiso interesarse por el intérprete, descubrió que se trataba de un nuevo socio de apenas 17 años, inscrito como músico y cuyo nombre era Federico García Lorca.
En el haber de Fernando de los Ríos está el haber aumentado de manera notable los fondos de la Biblioteca del Centro, tanto con donaciones personales, como con las de otros socios que secundaron su gesto como los catedráticos Fidel Fernández y Alberto Gómez Izquierdo y el Pedagogo Hermenegildo Giner de los Ríos. Bajo la presidencia de don Fernando de los Ríos y con la inestimable colaboración del entonces bibliotecario del Centro don Rogelio Robles, se adquirieron obras de literatura, de Historia, Arte, Filosofía, Pedagogía, Ciencias Sociales... Se creó igualmente la llamada biblioteca circulante, la primera de Granada y se montó una sala de lectura.

### El boletín
El órgano de prensa del Centro fue El Boletín de periodicidad quincenal y publicado por primera vez el 1 de octubre de 1886, en el que se daba cuenta de todas las actividades (excursiones, clases de modelado, pintura, música, exposición permanente de bellas artes, biblioteca...).
Este primer Boletín que se distribuía gratuitamente entre los socios, se publicó durante cinco años. Aparecía los días 1 y 16 de cada mes, aunque a partir de mayo de 1890 su periodicidad pasó a ser mensual, con números de ocho páginas, incluyendo anuncios comerciales. En 1890 y por razones de presupuesto quedó interrumpida su publicación, a pesar de que el Boletín del Centro Artístico se había hecho merecedor de la medalla de plata de la Exposición Universal de Barcelona de 1888. Después de cesar su publicación, salieron algunos números extraordinarios, por algún acontecimiento concreto: IV CENTENARIO DE LA RECONQUISTA DE GRANADA en 1892 o el dedicado a la figura de Valentín Barrecheguren, tras su prematura muerte.
En la segunda etapa del Centro Artístico, El Boletín vuelve a publicarse, aunque es clausurado definitivamente en 1915, publicándose solo de manera esporádica.

### Centenario del Centro Artístico
El 12 de abril de 1985 se cumplió el Primer centenario del Centro Artístico, sin embargo, al cumplirse los 100 años de vida, los problemas del Centro parecían multiplicarse. A finales de 1983, la Junta Directiva presidida por el catedrático Fermín Camacho había dimitido en bloque, debido a la dificilísima situación que atravesaba la entidad, a punto de desaparecer ahogada por las deudas. Se eligió una nueva Junta Directiva presidida por el médico y musicólogo José Alonso Gómez, quien después de 40 años como socio, asumió la responsabilidad de activar el Centro Artístico, para lo cual recabó la colaboración del poeta Juan de Loxa, al frente de la vocalía de literatura y Bellas Artes.
Juan de Loxa puso en marcha una serie de revulsivos con la intención de animar a los jóvenes a inscribirse como socios: exposiciones, conferencias, cafés-concierto. En un principio pareció que el Centro Artístico retornaba a su ser antiguo, pues la intelectualidad “pogre” granadina, llenaban los recitales de poesía y los conciertos.
Con este nuevo ambiente, los ACTOS DEL CENTENARIO comenzaron con una exposición de los Fondos del Centro Artístico, inaugurada el 12 de abril de 1985. A partir de esa fecha los homenajes a personajes relevantes en la historia se sucedieron: a Gallego Burín, a Andrés Segovia, al ingeniero José Santacruz, Bagaría, López Sancho, Federico García Lorca y una larga lista.
Un hecho a destacar fue que durante la celebración de los actos conmemorativos, José Alonso Gómez y Juan de Loxa encontraron en la buhardilla del Centro, cartas manuscritas de Federico García Lorca que, junto con las Santiago Rusiñol, Eugenio D’Ors, Andrés Segovia y Manuel de Falla sirvieron para rellenar la laguna existente sobre García Lorca, cuya relación con el Centro Artístico había sido primorosamente ocultada y su nombre borrado de listas y archivos. Gracias a estos documentos podemos saber que Federico García Lorca se dio de alta en la entidad en 1915 en calidad de músico. En 1917 y con motivo de la celebración del centenario del poeta José Zorrilla, el Boletín del Centro Artístico publicó su primer trabajo literario con el título: “Fantasía simbólica.
Pero con el centenario, llegó tal vez la crisis más profunda de las que había vivido el Centro Artístico: cuotas sin pagar, desbandada de socios y una enorme deuda. En su afán de buscar nuevas fuentes de ingresos y durante los años 70, se había instalado un "bingo" que no hizo más que desprestigiar la entidad y agravar su ruina.
Tratando de remontar la asfixia económica, en septiembre de 1985, El Centro Artístico vende al Ayuntamiento los 16.000 volúmenes que componen su valiosísima Biblioteca tasados por el profesor Domínguez Ortiz en 10.500.000 ptas. A cambio, el Ayuntamiento se comprometió a mantener la Biblioteca abierta al público en la sede de la entidad.
No obstante, la situación no mejora y un año después, en marzo de 1986, el Ayuntamiento interviene nuevamente, esta vez comprando por 60 millones de pesetas, todo el edificio del Teatro Isabel la Católica, lote en el que iba incluida la sede social del Centro Artístico. Gracias a la intervención del Ayuntamiento, el desahucio del Centro Artístico quedó paralizado, comprometiéndose éste a abonar al Ayuntamiento la cantidad simbólica de 1000 Ptas, mensuales, en concepto de arrendamiento no revisable.
Transcurridos unos meses de calma relativa, la situación del Centro empeora nuevamente, pues sus empleados interponen demanda ante la Magistratura de Trabajo por el impago de salarios. La Magistratura señala la subasta de los bienes del Centro Artístico, sus archivos, cuadros, esculturas y todos sus objetos de valor. Avispados compradores comienzan a llegar a Granada a olor de tan suculenta tajada; afortunadamente, la subasta queda suspendida en el último momento, gracias a la intervención personal del Alcalde, a la sazón ón Antonio Jara, que logra un principio de acuerdo con la Caja de Ahorros, mediante el cual, La Caja abonaría los 32 millones que se adeudaban a los empleados, a cambio de la cesión, durante quince años, del sótano y la planta baja para crear lo que hoy conocemos como Centro Cultural Caja Granada. A cambio, el Centro Artístico donaría todos sus bienes y archivos a la ciudad de Granada, en la figura de su Ayuntamiento, a condición de que se preservaran debidamente y se siguiera manteniendo su uso público. En aquellos momentos el Patrimonio del Centro estaba compuesto por 190 obras de arte, entre las que cabe destacar por su valor: 45 pinturas, 3 esculturas y 6 caricaturas que quedaron bajo la custodia del Ayuntamiento.
Al día de la fecha, y bajo el epígrafe Fondo del Centro Artístico, dichos objetos continúan aún embalados, pendiente de clasificación en el Archivo Municipal del Palacio de los Córdova.
La Biblioteca del Centro Artístico, pese al compromiso adquirido por el Ayuntamiento, en marzo de 1995 fue trasladada a la Biblioteca Municipal del Salón.

## El Centro Artístico hoy
Al día de hoy, el Centro Artístico, continúa perseverando en su afán del fomento de la cultura, constituyendo para Granada un espacio donde compartir intereses e inquietudes culturales, a la vez que un foro de pensamiento y debate, de imaginación, de creatividad y de arte, desarrollando durante todo el año una gran actividad cultural con actos durante todas la semana (conferencias, conciertos, exposiciones de pintura y fotografía, presentaciones de libros...) y con presencia activa en las redes sociales https://www.facebook.com/CentroArtisticoGranada https://twitter.com/calcgranada